# Placido Maria Schiaffino

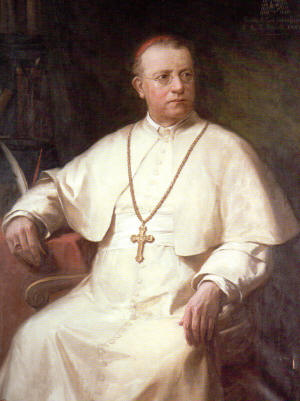
Placido Maria Kardinal Schiaffino

Placido Maria Schiaffino OSBOliv (* 5. September 1829 in Genua; † 23. September 1889 in Subiaco) war ein italienischer Benediktinerabt und Kardinal.

## Leben
Schiaffino wurde am 5. September 1829 in Genua geboren. Er entstammte bescheidenen Verhältnissen und trat 1846 in den benediktinischen Zweigorden der Olivetaner ein. Im Kloster S. Girolamo di Quarto a Mare legte er am 17. Oktober 1847 seine Gelübde ab und wurde danach nach Rom gesandt, um am Collegio Romano zu studieren. Die Unruhen in Rom 1848 zwangen ihn, seine Studien zu unterbrechen und er wurde als Novizenmeister in die Olivetaner-Klöster nach Palermo entsandt. Von 1850 bis 1854 setzte er seine Studien in Rom fort.
1852 zum Priester geweiht, widmete sich Pater Placido vor allem dem Predigen, während er in der Abtei Monte Oliveto Maggiore bei Siena lebte. Am 15. Mai 1859 wurde er zum Kanzler seines Ordens ernannt und am 3. Juni 1870 zum Abtordinarius und Generalvikar der Olivetaner gewählt. In dieser Funktion nahm er auch als Konzilsvater am Ersten Vatikanischen Konzil teil. Papst Leo XIII., der in Perugia seine Predigten gehört hatte, berief ihn nach Rom.
1878 wurde er zum Bischof geweiht mit dem Titel des Titularbistums Nyssa. Die Weihe spendete ihm Kardinal Raffaele Monaco La Valletta, Mitkonsekratoren waren die Kurienerzbischöfe Filippo Manetti und Giulio Lenti.
Papst Leo XIII. kreierte ihn im Konsistorium vom 27. Juli 1885 zum Kardinal. Schiaffino erhielt den Titel des Kardinalpriesters von Ss. Giovanni e Paolo und wurde Ehrenpräsident des Komitees für das Priesterjubiläum Leos XIII. im Jahre 1887. Im Jahr darauf wurde der Kardinal Präfekt der Indexkongregation und schließlich 1889 Bibliothekar der Vatikanischen Apostolischen Bibibliothek. Diese Funktion behielt er bis zu seinem Tod 1889. Außerdem war er Mitglied des Rates für Historische Studien und Administrator der Abtei von Subiaco.
Kardinal Schiaffino starb am 23. September 1889 an einer Magen-Darm-Infektion und wurde zunächst in Subiaco beigesetzt. Später wurde sein Leichnam nach Rom überführt und 1936 letztendlich in S. Maria Nuova beigesetzt.
Gerüchte über eine Vergiftung wurden im „L’Osservatore Romano“ öffentlich untersucht.